# Kinga Yukari
Kinga Yukari (近賀 ゆかり, sinh ngày 2 tháng 5 năm 1984) là một cầu thủ bóng đá nữ người Nhật Bản.

## Đội tuyển bóng đá nữ quốc gia Nhật Bản
Kinga Yukari thi đấu cho đội tuyển bóng đá nữ quốc gia Nhật Bản từ năm 2005 đến 2016.

## Thống kê sự nghiệp
| Nhật Bản  | Nhật Bản | Nhật Bản |
| Năm       | Trận     | Bàn      |
| --------- | -------- | -------- |
| 2005      | 1        | 0        |
| 2006      | 2        | 0        |
| 2007      | 16       | 0        |
| 2008      | 18       | 1        |
| 2009      | 3        | 1        |
| 2010      | 15       | 2        |
| 2011      | 17       | 0        |
| 2012      | 15       | 1        |
| 2013      | 1        | 0        |
| 2014      | 4        | 0        |
| 2015      | 5        | 0        |
| 2016      | 3        | 0        |
| Tổng cộng | 100      | 4        |